# Atherurus macrourus
L'aterura macrura (Atherurus macrourus Linnaeus, 1758) è una specie di mammifero, un porcospino dalla coda a fiocco della famiglia degli Istricidi. Questo porcospino è presente in una vasta zona dell'Asia, che va dal golfo di Thailandia, a sud, fino ai contrafforti dell'Himalaya, a nord, e dal Bangladesh, a ovest, fino alla Cina.

## Descrizione
Come quello di tutti gli altri Istricidi, anche il corpo dell'aterura malese è rivestito di aculei, che raggiungono un'insolita lunghezza nella parte centrale del dorso; la coda è ricoperta da setole piatte, ed alla sua estremità è ornata da un ciuffo di lunghi aculei. La lunghezza dalla punta del naso alla base della coda è di 40-45 cm; la lunghezza della coda è di 15-25 cm

## Biologia
Le aterure vivono nelle foreste tropicali, e nei boschi che fiancheggiano i corsi d'acqua fino a un'altitudine di 3000 metri; in genere non costruiscono nidi, ma vivono preferibilmente negli alberi cavi, nelle grotte e in altri nascondigli naturali, spesso in prossimità di piantagioni di banane, manioca e patate dolci.
Dopo un periodo di gestazione di 100-110 giorni, la femmina partorisce due volte all'anno un unico piccolo.

## Distribuzione
È presente in Cina, India, Laos, Malaysia, Myanmar, Thailandia, Vietnam, ecc. Sebbene non si tratti di una specie in pericolo, il numero di questi animali tende a diminuire a causa della perdita dell'habitat, in quanto le foreste in cui vive vengono abbattute dai contadini che praticano l'agricoltura itinerante.

## Classificazione
Questa specie venne descritta per la prima volta nel 1758 dal naturalista svedese Carl von Linné (1707-1778), sotto il nome scientifico di Hystrix macrourus.
I nomi seguenti sono considerati sinonimi:
- Atherurus assamensis Thomas, 1921
- Hystrix macroura (Linnaeus, 1758)
- Hystrix macrourus Linnaeus, 1758